# آلتدورف باي نورنبرغ
آلتدورف باي نورنبرغ (بالألمانية: Altdorf bei Nürnberg) هي مدينة وبلدة ألمانية تقع في ألمانيا في منطقة نورنبيرغر لاند.[بحاجة لمصدر]

## المدن التوأمة
مدينة ألتدورف (سويسرا) هي مدينة توأمة لـآلتدورف باي نورنبرغ.

## أعلام
- نيكولاوس هيرمان
- ماكسيميليان ناغل
- يوهان كريستيان غوتليب أكرمان
- كورت فوغل
- يونارد كريستوف شتورم